# Nadleśnictwo Kobiór
Nadleśnictwo Kobiór – jednostka organizacyjna Lasów Państwowych, w obrębie Regionalnej Dyrekcji Lasów Państwowych w Katowicach. Administracyjnie leży w województwie śląskim na terenie powiatów bieruńsko-lędzińskiego, mikołowskiego, pszczyńskiego i rybnickiego oraz miast Tychy i Jastrzębie-Zdrój. Powierzchnia gruntów nadleśnictwa wynosi 21 368,46 ha. Funkcję nadleśniczego pełni Marian Pigan.
Nadleśnictwo składa się z trzech obrębów:
- Obręb Kobiór z leśnictwami: Gostyń, Zgoń, Czarków, Radostowice, Branica, Mokre, Mościska oraz Królówka (gospodarstwo szkółkarskie),
- Obręb Tychy z leśnictwami: Wyry, Żwaków, Promnice oraz Świerczyniec,
- Obręb Pszczyna z leśnictwami: Studzienice, Międzyrzecze, Wola oraz Pawłowice.

Większość powierzchni lasów zajmuje sosna zwyczajna. Licznie występują tu także: dąb, brzoza i olsza. W nadleśnictwie dominują lasy mieszane wilgotne oraz bory mieszane. Na jego obszarze zlokalizowane są dwa rezerwaty przyrody: „Żubrowisko” oraz „Babczyna Dolina”.